# یوسف یوسف‌زاده
یوسف یوسف‌زاده مدرس موسیقی، رهبر ارکستر، رئیس اسبق هنرستان عالی موسیقی و موسیقی‌دان اهل ایران بود.

## زندگی هنری
یوسف یوسف‌زاده در نوجوانی تحصیلات موسیقی خود را با اخذ دیپلم از هنرستان عالی موسیقی سپری کرد. او ساز پیانو را نزد «ریستاک» و آهنگسازی را نزد «اوربانتس» استاد اهل چکسلواکی در هنرستان آموخت. وی مدتی در هنرستان عالی موسیقی به تدریس مشغول شد و رهبری ارکستر شاد (موسیقی نوین) هنرهای زیبا را بر عهده گرفت. او در سال ۱۳۳۹ به منظور ادامه تحصیلات موسیقی به اتریش سفر کرد و در سال ۱۳۴۲ به ایران بازگشت و به سمت رئیس هنرستان موسیقی تبریز انتخاب شد. او سومین رئیس هنرستان موسیقی تبریز بوده‌است که به مدت ۳ سال اداره آن هنرستان را برعهده داشت. یوسف یوسف‌زاده در سال ۱۳۴۵ به تهران منتقل و به عنوان ریاست اداره هنرستان‌های آزاد موسیقی در وزارت فرهنگ و هنر منصوب شد و همزمان در هنرستان عالی موسیقی به تدریس سلفژ و دیکته موسیقی پرداخت. او از سال ۱۳۵۱ تا ۱۳۵۳ مدیریت هنرستان عالی موسیقی را بر عهده داشت.
وی همچنین رهبر ارکستر پاپ به خوانندگی سیمین آقارضی بود. وی مدتی از طرف وزارت فرهنگ و هنر و انجمن ملی روابط فرهنگی به منظور مطالعه روش‌های تدریس موسیقی کدای، اُرف و دالکروز به کشورهای مجارستان، آلمان، اتریش و سوئیس سفر کرد. او حدود ۳۰ سال از عمر خود را صرف تدریس موسیقی و تألیفات و ترجمه نمود.